# Concile de Pāṭaliputra
Le concile de Pāṭaliputra est connu pour beaucoup comme l’occasion du premier schisme dans l'histoire du bouddhisme (d’autres font remonter le premier schisme au concile de Vaisali). C'est également le premier concile où les disputes concernent essentiellement la doctrine et non les règles monastiques.

## Divergences historiques
Ce concile n'est pas parfaitement connu des historiens. Les textes qui le mentionnent ne sont d'accord ni sur la date exacte (vers 250 av. J.-C. en général), ni sur son déroulement. Les sources du Mahâyâna l’ignorent et passent directement du concile de Vaisali au concile du Cachemire (IIe siècle). L'empereur Ashoka semblant avoir eu à cœur de ne pas paraître favoriser une secte aux dépens des autres, il parait peu probable aux historiens qu'il ait pris parti dans les disputes comme le prétendent les sources.

## Sources pâli
La version historique attachée aux écrits en pâli décrit un concile se déroulant sous le patronage d’Ashoka  et sous la direction de son frère le Vénérable Mogalliputta Tissa, convoqué pour mettre fin à des positions hérétiques et se terminant par l'expulsion des fautifs. Pour mieux réfuter les thèses non-orthodoxes, Mogalliputta Tissa aurait rédigé le Kathāvatthu, texte de l’Abhidhamma pitaka clarifiant 216 points théoriques. On pense néanmoins qu’il s’agit d’une légende destinée à accréditer l’ouvrage comme canonique car les sources chinoises n’en parlent pas ; de plus, la sécession des Andhakas, postérieure au concile, y est mentionnée. 
Un autre résultat du concile aurait été l’approbation de la doctrine du Vibhajjavada, qui soutient que les premiers pas de la pratique doivent s’appuyer sur l’expérience, l’observation critique et le raisonnement, et non la foi aveugle. 
Enfin, l’envoi par Ashoka de neuf missions (Sri Lanka, Kanara, Karnataka, Cachemire, Himalaya, Birmanie, Afghanistan) est également rattachée à ce concile. Celle de Sri Lanka aurait été menée par son propre fils Mahinda qui y diffusa le tripitaka et la doctrine Vibhajjavada.

## Sources chinoises
Ce sont essentiellement des traductions de sources sarvastivadin : Discussion des différentes sectes (Vasumitra) et Discussion du Mahavibhasha .

### L’hérésie de Mahadeva
C’est à l’occasion de ce concile qu’un ou quatre moines (Mahādeva, Bhadra, Nāga et Sthimarati), auraient exposé les « cinq constatations » remettant en question la perfection des arhats : 
- Les arhats n’échappent pas aux pollutions nocturnes.
- Ils ne sont pas totalement exempts d’ignorance.
- Ils ne sont pas totalement exempts de doute.
- Ils ont encore à apprendre des autres.
- Leur illumination s’exprime dans les termes ordinaires du langage.

Certaines sources[Lesquelles ?] placent l'hérésie de Mahadeva à l'époque du concile mais ne mentionnent pas ce dernier.

### Schisme Sthavira - Mahāsaṅghika
Les partisans de cette opinion furent condamnés et firent sécession (seule une source prétend qu’Ashoka leur donna raison et réconcilia l’assemblée). Majoritaires, ils formèrent le Mahāsaṅghika, la grande communauté, qui affirme des niveaux de progressions même chez l'arhat, par opposition à la perfection des bouddhas. Les autres, les Sthaviravādin (sanskrit, pāli : theravādin), les anciens, réfutaient la description d'un arhat encore enclin aux passions. Le bouddhisme theravāda actuel en est issu.

## Sources
- Philippe Cornu, Dictionnaire encyclopédique du bouddhisme [détail des éditions]